# Dirk Galuba

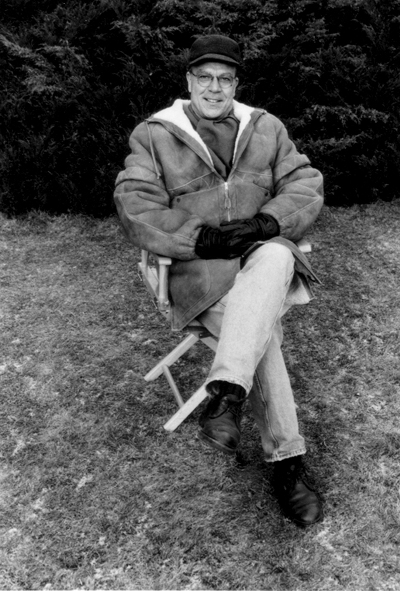
Dirk Galuba

Dirk Galuba (Schneidemühl, 28 augustus 1940) is een Duits acteur.
Galuba werd geboren in het destijds Duitse Schneidemühl, tegenwoordig Piła in Polen. Hij groeide op in Bremen en ging na een afgebroken studie medicijnen germanistiek en theaterwetenschappen studeren. Hierna bezocht hij de theaterschool van Bochum en ging optreden als toneelspeler. Sinds 2005 vertolkt hij de rol van Werner Saalfeld in Sturm der Liebe. Ook was hij tussen 1976 en 1998 in 22 afleveringen van Derrick te zien.

## Rollen in televisieseries
- 1969: Husch, husch ins Körbchen (bioscoop)
- 1970: Thomas Chatterton (theateropname)
- 1971: Überlebensgroß Herr Krott – Requiem für einen Unsterblichen (theateropname)
- 1972: Und der Regen verwischt jede Spur
- 1974, 1975: Im Auftrag von Madame (televisieserie, diverse rollen, 2 afleveringen)
- 1975: Aus Liebe zum Sport - Die Abwerbung (televisieserie)
- 1976: Anita Drögemöller und die Ruhe an der Ruhr (bioscoop)
- 1976: Tatort: … und dann ist Zahltag (televisieserie)
- 1976–1998: Derrick (televisieserie, diverse rollen, 22 afleveringen)
- 1977–1997: Der Alte (televisieserie, diverse rollen, 9 afleveringen)
- 1978: Vorhang auf, wir spielen Mord
- 1978: Der Schimmelreiter (bioscoop)
- 1978: Die schöne Marianne - Das Duell (televisieserie)
- 1978: Ein typischer Fall
- 1979: Es begann bei Tiffany (televisiefilm)
- 1980: Kein Geld für einen Toten
- 1980: Berlin Alexanderplatz - Einsamkeit reißt auch in Mauern Risse des Irrsinns (televisieserie)
- 1980: St. Pauli-Landungsbrücken - Hafenforellen (televisieserie)
- 1980: Tatort: Tote reisen nicht umsonst
- 1980, 1986: Polizeiinspektion 1 (televisieserie, diverse rollen, 2 afleveringen)
- 1981–2006: SOKO 5113/SOKO München (televisieserie, diverse rollen, 9 afleveringen)
- 1981: Ein Fall für zwei - Dr. Müller-Adorni (1981) / Eberhard Hagenbach (1988)
- 1981: Lili Marleen (bioscoop)
- 1982: Büro, Büro - Der kleine, dicke Alf (televisieserie)
- 1982: Die Krimistunde - Der Antrag (televisieserie)
- 1983: Teufelsmoor (televisieserie)
- 1984: Titanic
- 1985: Die Krimistunde - Der Ersatzman (televisieserie)
- 1985: Eine Klasse für sich – Geschichten aus einem Internat - Ein Fernsehjournalist sorgt für Aufregung (televisieserie)
- 1985: Die Krimistunde - Genau die richtige Art von Haus (televisieserie)
- 1985: Die Schwarzwaldklinik (televisieserie, 2 afleveringen)
- 1986–1993: Der Fahnder (televisieserie, diverse rollen, 3 afleveringen)
- 1987: Wer erschoss Boro? (televisie-driedeler)
- 1988: Jakob und Adele - Privatdetective (televisieserie)
- 1988: Tatort: Sein letzter Wille
- 1989: Mrs. Harris fährt nach Monte Carlo
- 1989: Die schnelle Gerdi - Miss Miramare (televisieserie)
- 1989: Praxis Bülowbogen - Kein Stoff, aus dem die Träume sind (televisieserie)
- 1990: Ein Heim für Tiere (televisieserie, 2 afleveringen)
- 1990-2006: SOKO 5113 - Karl Pressnik
- 1991: Indio 2 – Die Revolte (Kino)
- 1992: Tatort: Der Mörder und der Prinz
- 1992: Tatort: Unversöhnlich
- 1993: Tatort: Flucht nach Miami
- 1993: Tatort: Gefährliche Freundschaft
- 1994: Tatort: Klassen-Kampf
- 1994: Lutz und Hardy - Ein Auto verschwindet (televisieserie)
- 1995: Dr. Stefan Frank – Der Arzt, dem die Frauen vertrauen - Die Abtreibung (televisieserie)
- 1995: Polizeiruf 110: 1A Landeier (televisieserie)
- 1995: Schwarz greift ein - Ma Beckers Erbe (televisieserie)
- 1995: Tatort: Herz As
- 1995: Hallo, Onkel Doc - Trauma - Alfred Kammayr
- 1995: Zwei zum Verlieben - Rita (televisieserie)
- 1996: Zwei Brüder - Die Quirini-Affäre - Ronald Quirini (televisieserie)
- 1999: Kanadische Träume - Eine Familie wandert aus (televisie-vierdeler)
- 1999-2001: Die Rote Meile - Wilhelm Kastor (18 afleveringen)
- 2001: Das sündige Mädchen
- 2001: Die Wache - Schmutzige Affäre (televisieserie)
- 2001: Band of Brothers - Wir waren Brüder - Kriegsende - Duitse MP
- 2002: Der Bulle von Tölz: Mord mit Applaus - Hans Chabowski
- 2002: Der Ermittler - Der letzte Anruf - Walter Hagemann
- 2002: Forsthaus Falkenau - Hassliebe - Toni Burger
- 2002: Ich lass mich scheiden - Angelina, Angelina! - Alexander Niemann
- 2003: Rosamunde Pilcher - Paradies der Träume - Thomas
- 2003: SK Kölsch - Köln-Düsseldorfer - Harmsdorff
- 2003: SOKO Leipzig - Engel der Nacht - Volker Junghanns
- 2005: Mit Herz und Handschellen - Bombenstimmung (televisieserie)
- 2005: In aller Freundschaft (televisieserie, 3 afleveringen)
- 2005: Sturm der Liebe - Werner Saalfeld
- 2006: Der Bergdoktor - Nur nicht die Nerven verlieren (televisieserie)
- 2006: Hallo Robbie! - Pferdediebe - Herr Blauert
- 2006: Die Wolke (bioscoop)
- 2006: Wer entführt meine Frau
- 2007: SOKO Köln - Die Tote im Morgengrauen - Prof. Dr. Sommer
- 2010: Eine Sennerin zum Verlieben
- 2011: Utta Danella - Liebe mit Lachfalten (televisieserie)
- 2019: Hubert ohne Staller - Mord an einer alten Eiche (televisieserie)
- Derrick - Lusseck (1976), Reger (1977), Euler (1979), Der Narbige (1979), Franz Weiler (1985), Dr. Wedekind (1988), Hauser (1990), Sundermann (1990), Dr. Steinitz (1990), Weber (1992), Voss (1993), Johannes Kahlert (1996), Trenk (1996), Richie Manzer (1997), Walter Kaschonnick (1998)
- Der Alte - Walter Müller (1977) / Werner Stumm (1978) / Karl (1982) / Werner Klahn (1983) / Walter Colling (1984) / Klaus von Ahlen (1984) / Helmut Schüber (1985) / Armin Fuchs (1995) / Peter Weiler (1997)

## Theater (selectie)
- Wallenstein (Theater Heidelberg, als Max Piccolomini)
- Endstation Sehnsucht (als Stanley Kowalski)
- Jedermann
- 1979: Das Mädchen Irma la Douce (Kleine Komödie München met Chariklia Baxevanos als partner)
- 1982: Lady Windermeres Fächer (Kleine Komödie München)
- 1982: Seid nett zu Mr. Sloan (van Joe Orton)
- Miss Daisy und ihr Chauffeur (toneelversie)

## Hoorspel
- 1999: Ken Follett: Die Säulen der Erde – Regie: Leonhard Koppelmann (hoorspel (9 delen) – WDR)